# 阿盧米內縣

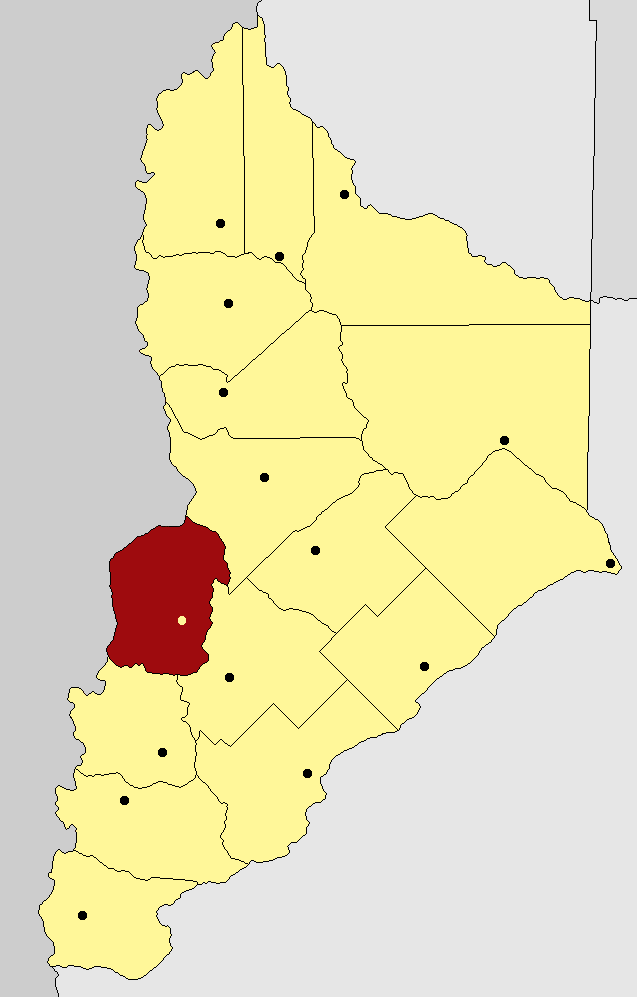

阿盧米內縣（西班牙語：Departamento Aluminé），是阿根廷的縣份，位於該國西部內烏肯省，首府設於阿盧米內，西面是智利，面積4,660平方公里，2010年人口8,306，人口密度每平方公里1.78人。
39°14′18″S 70°54′56″W / 39.23833°S 70.91556°W